# Jessica Steffens
Pour les articles homonymes, voir Steffens.
Jessica Steffens, née le 7 avril 1987 à San Francisco (Californie), est une joueuse américaine de water-polo. Pendant les Jeux olympiques d'été de 2012 elle a remporté la médaille d'or et pendant ceux de 2008 la médaille d'argent. Elle a aussi remporté le Championnat du monde 2009 à Rome. Sa sœur Maggie Steffens est également membre de l'équipe des États-Unis.

## Palmarès
- Jeux olympiques d'été de 2012 à Londres ( Royaume-Uni)
  -  médaille d'or au tournoi olympique

- Jeux olympiques d'été de 2008 à Pékin ( Chine)
  -  médaille d'argent au tournoi olympique

- Championnat du monde 2009 à Rome ( Italie)
  -  médaille d'or au championnat du monde

- Jeux panaméricains de 2007 à Rio de Janeiro ( Brésil)
  -  médaille d'or au tournoi panaméricain